# Viktoriaspitalkapelle

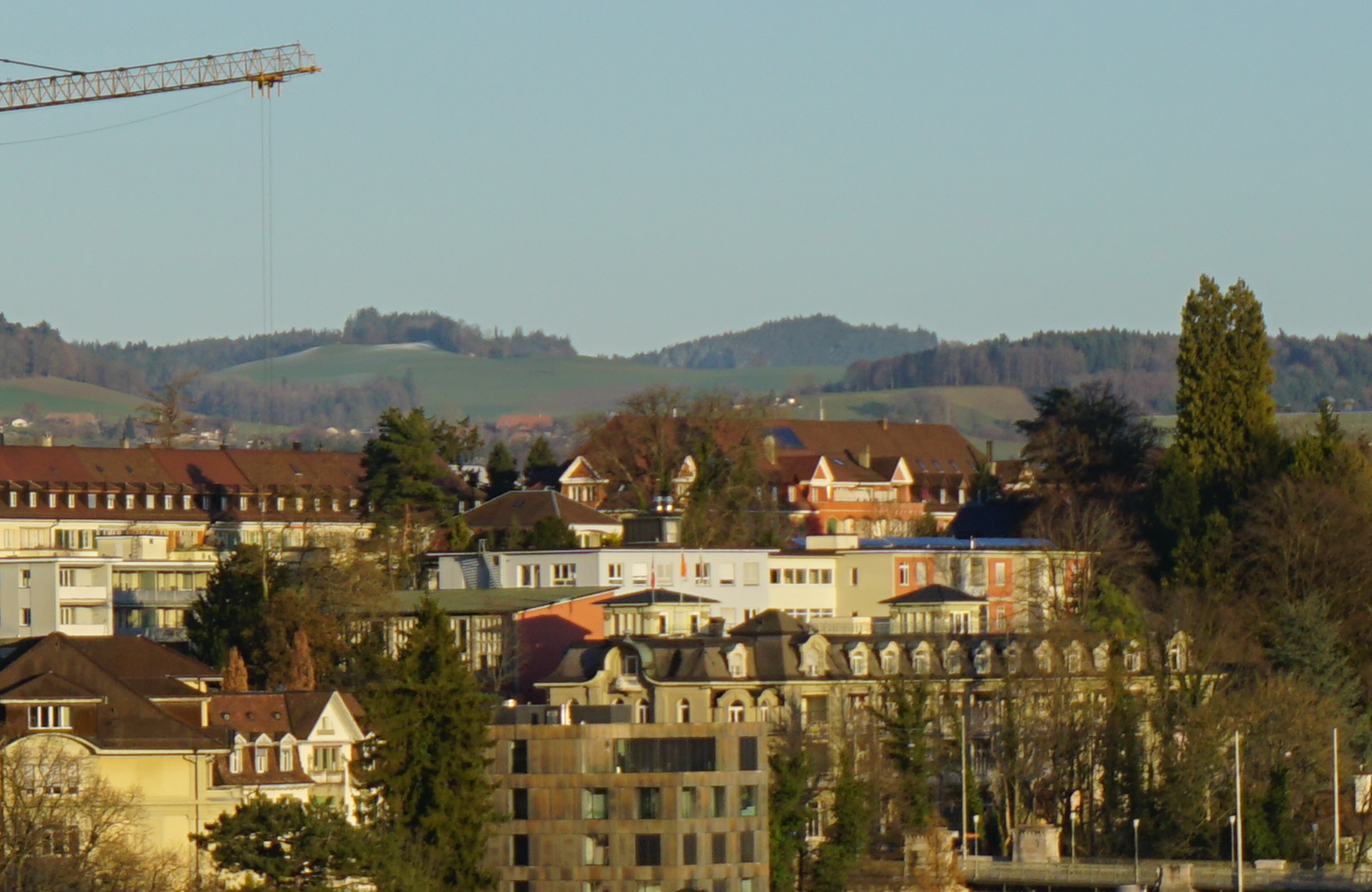
Viktoriaspitalkapelle mit grünem Pultdach und roter Fassade, von der Bahnhofterrasse gesehen.

Die römisch-katholische Viktoriaspitalkapelle des Alterszentrums Viktoria wurde 1958 vom Tessiner Architekten Bruno Brunoni (1906–2000) an der Schänzlistrasse 63 in Bern gebaut.

## Geschichte

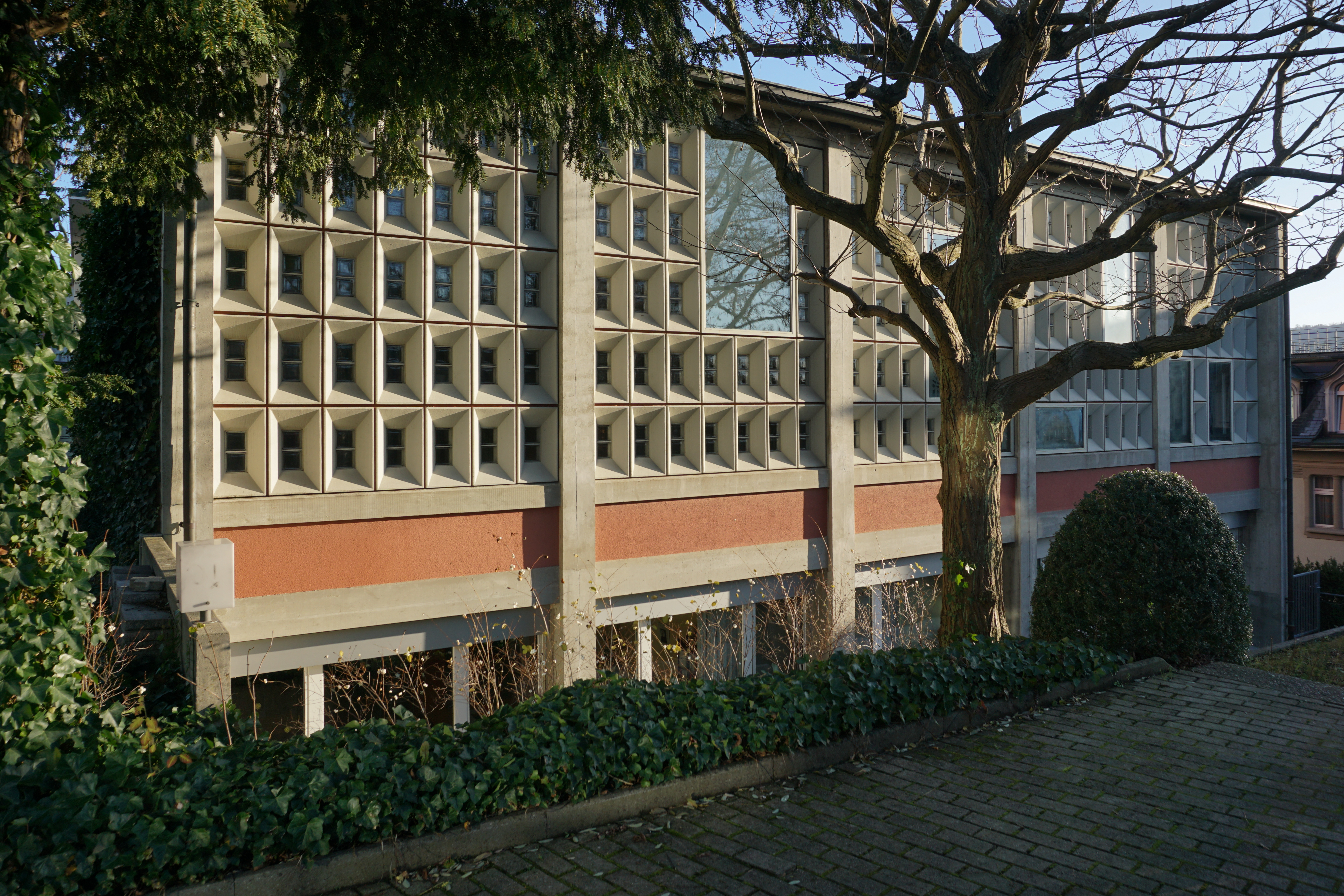
Fensterfassade der Viktoriaspitalkapelle

Die 1868 von Architekt Horace Edouard Davinet auf dem Schänzlihügel erbaute Pension Viktoria wurde wegen der ärztlichen Betreuung der Kurgäste zum Sanatorium. Das Konsortium der Belegärzte übernahm 1881 die Führung des Viktoria Sanatoriums und Diakonissen des Salemspitals übernahmen die Pflege der Kranken. 1897 wurde die Pension ausgebaut und neben einem Behandlungsanbau auch eine Kapelle erstellt. Auf Betreiben der Ärzte wurde den Barmherzigen Schwestern von Ingenbohl die Führung des Hauses übergeben und am 1. Juni 1901 wurde das nun «Viktoriaspital» genannte Sanatorium Eigentum des Instituts der Barmherzigen Schwestern vom Heiligen Kreuz, Ingenbohl. Architekt Davinet baute 1904 den noch heute bestehenden Jugendstiltrakt des Spitals. 1958 wurde das erste, neunzigjährige «Viktoria» abgebrochen und an seiner Stelle durch Bruno Brunoni der neue Eingangstrakt mit Bettenabteilungen, Behandlungsräumen und einer neuen Kapelle gebaut. 1990  beschloss die Provinzleitung des Klosters aus wirtschaftlichen Gründen, das Viktoriaspital zu schliessen und dafür ein Alters- und Pflegeheim einzurichten. Der etappenweise Umbau zum Alters- und Pflegeheim mit 100 Pflegebetten war 1995 abgeschlossen. Am 25. Juni 2004 besuchte Papst Johannes Paul II. anlässlich des nationalen Jugendtreffens auf der Berner Allmend das Alterszentrum Viktoria.  2005 wurde das Alterszentrum Viktoria zu einer Aktiengesellschaft und ist weiterhin im Besitz der Ingenbohler Schwestern. In der Kapelle finden regelmässig Gottesdienste statt und ausserdem werden dort in monatlichen Abständen kulturelle Anlässe angeboten. Nach dem Wegzug der letzten Ingenbohler Schwestern, verlässt auch der katholische Priester und Seelsorger Nicolas Betticher das «Viktoria». Neu wird die Kapelle von der nahe gelegenen Marien-Pfarrei betreut.

## Baubeschreibung

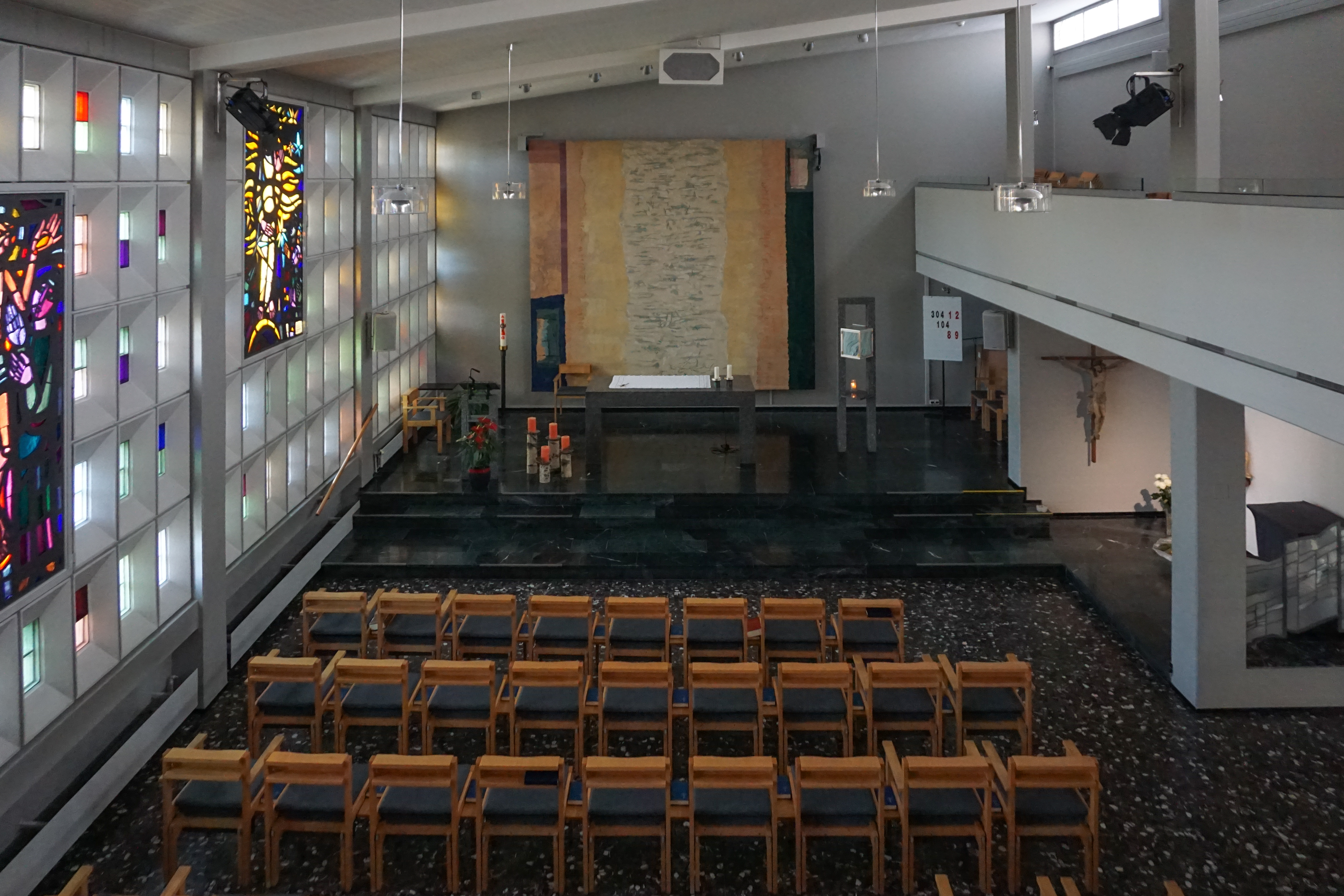
Inneres mit Altarraum von der Empore gesehen

Die Kapelle befindet sich in einem kubischen Anbau des Hauptgebäudes mit flachgeneigtem Pultdach an der Seite zur Schänzlistrasse. Durch die kassettenartigen Betonelemente der Aussenwand fällt das Tageslicht ins Innere. Die westseitige Giebelwand ist zum Unterschied der übrigen Gebäude rötlich verputzt.

### Innenraum und künstlerische Ausstattung
Den Kirchenraum betreten die Besucher von der Seite über einen Korridor vom Eingangsbereich des Alterszentrums Viktoria. Gegenüber der kassettierten Seitenwand mit den farbigen Fenstern ist eine Seitenempore an die Orgelempore angeschlossen. An der Rückwand unter der Empore befindet sich ein Kreuzweg-Sgraffito. Ein weiteres Sgraffito auf der Empore stellt zwei schwebende Engel dar. In der Betongitter-Seitenwand sind vier Glasbetonfenster eingelassen, mit den Themen: Kreuzigung, Maria mit dem Jesuskind, Verkündigung und Maria Gloria. Der grosse Wandteppich an der Rückwand des Chorraums mit abstrakt rechteckigen Motiven ist wie auch die übrigen Kunstwerke von der Ordensangehörigen Sr. Maria Raphaela, vers. Elisabeth Bürgi (1923–2021) geschaffen. Die gleiche Künstlerin gestaltete auch die Glasfenster des Lichtbandes unter der Decke der Südwand. Eine kleine Seitenkapelle birgt ausserdem ein grosses Kruzifix und eine Pieta, vermutlich Kopien älterer Originale.

## Orgel

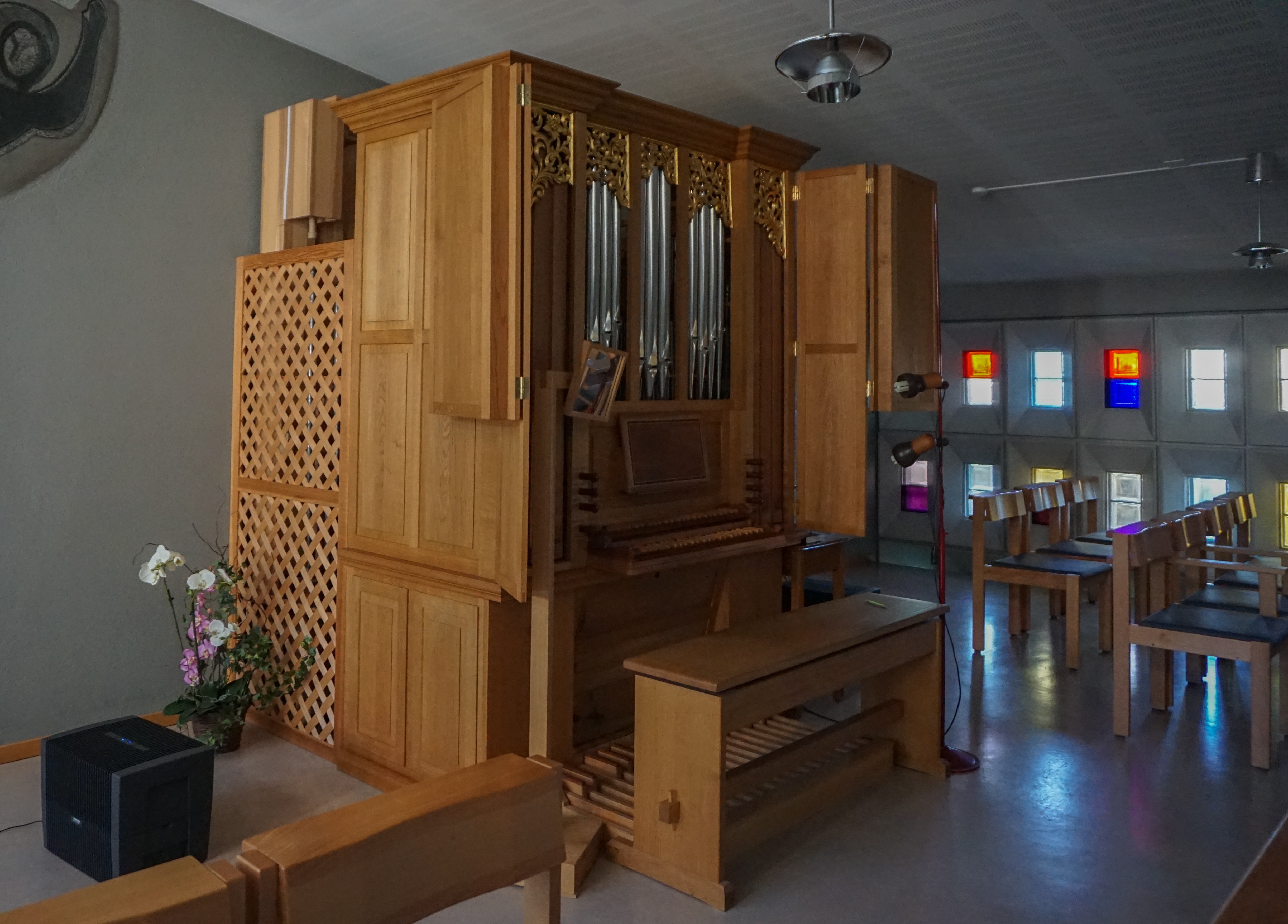
Orgel der Kapelle

Die neue Orgel von Bernhard Fleig, Basel,  wurde 2005 eingeweiht.
Das Instrument besitzt mechanische Trakturen mit 9 mechanischen Registern und zwei Manualen und Pedal. Die Windladen sind als Schleifladen ausgeführt.
| I Manual C–d3    |    |
| Holzgedeckt      | 8′ |
| Rohrflöte        | 4′ |
| Sesquialter/Terz | 3′ |

| II Manual C–d3 |                       |
| Prinzipal      | 8′                    |
| Oktave         | 4′                    |
| Oktave         | 2′                    |
| Traverso       | 8′ (ab cs' schwebend) |

| Pedal C–f1 |     |
| Subbass    | 16′ |
| Krummhorn  | 8′  |

- Koppeln, Spielhilfen: Manualschiebekoppel II/I, Pedalkoppeln I/P, II/P